# Markus W. Büchler
Markus Wolfgang Büchler (* 22. Juli 1955 in Saarlouis) ist ein deutscher Chirurg und Hochschullehrer. Seit Beendigung seiner Tätigkeit als Ärztlicher Direktor der Klinik für Allgemein-, Viszeral- und Transplantationschirurgie am Universitätsklinikum Heidelberg 2023 arbeitet er als Direktor am Botton-Champalimaud Pancreatic Cancer Center in Lissabon.

## Leben
Markus W. Büchler machte 1974 sein Abitur an der Heimschule Lender in Sasbach. Er studierte Medizin an der Ruprecht-Karls-Universität Heidelberg (1974–1979) und der Freien Universität Berlin (1979/80), wo er 1980 die Approbation als Arzt erhielt. 1980 wurde er in Heidelberg zum Dr. med. promoviert. Die Ausbildung in Chirurgie durchlief Büchler an der Universität Ulm, an der er sich 1987 habilitierte. Er wurde 1991 in Ulm stellvertretender Klinikdirektor und erhielt eine C 2-Professur. 1993 wurde Büchler Lehrstuhlinhaber an der Klinik für Viszeral- und Transplantationschirurgie des Inselspitals der Universität Bern. Es folgte 1996 eine Gastprofessur an der Yale School of Medicine. Im Juni 2000 erhielt er einen Ruf auf den Ulmer Lehrstuhl für Allgemein- und Viszeralchirurgie, dem er nicht folgte. Er kehrte 2001 nach Deutschland zurück und folgte dem Ruf auf den Heidelberger Lehrstuhl für Chirurgie. Seither ist Büchler Direktor der Klinik für Allgemein-, Viszeral- und Transplantationschirurgie der Universität Heidelberg und seit März 2003 geschäftsführender Ärztlicher Direktor der Chirurgischen Universitätsklinik Heidelberg. Zusätzlich ist er seit 2005 Chefarzt der Chirurgie am Krankenhaus Salem in Heidelberg, seit 2009 Chefarzt der Allgemein- und Viszeralchirurgie der GRN-Klinik Sinsheim, seit 2012 Chefarzt der Allgemein- und Viszeralchirurgie der GRN-Klinik Eberbach und seit 2013 ärztlicher Direktor der Allgemein- und Viszeralchirurgie am Kreiskrankenhaus Bergstraße in Heppenheim. Er war Präsident der Deutschen Gesellschaft für Chirurgie (2012), der Deutschen Gesellschaft für Allgemein- und Viszeralchirurgie (2011) und anderer Fachgesellschaften. Von 2010 bis 2023 war er Chefredakteur von Langenbeck’s Archives of Surgery. Im März 2023 wurde Büchler als Ärztlicher Direktor der Klinik für Allgemein-, Viszeral- und Transplantationschirurgie am Universitätsklinikum Heidelberg nach 22 Jahren verabschiedet und arbeitet seitdem als Direktor des neu gegründeten Botton-Champalimaud Pancreatic Cancer Center in Lissabon, Portugal. 
Er ist verheiratet mit Hedwig Maria Breunig-Büchler und hat vier Kinder.

## Arbeitsgebiete
Markus W. Büchler ist chirurgischer Experte für Erkrankungen der inneren Organe, insbesondere für Erkrankungen der Bauchorgane, speziell der Bauchspeicheldrüse. Sein chirurgischer Schwerpunkt liegt in der hepatobiliären, der kolorektalen, sowie besonders der Pankreaschirurgie und der Transplantationschirurgie. Als Chirurg hat er selbst neue Operationsmethoden entwickelt und führte mit seinen Mitarbeitern in Heidelberg mehr als 800 Pankreasoperationen pro Jahr durch. Forschungsschwerpunkte hat er im Bereich der translationalen Medizin, der onkologischen Chirurgie und der Entwicklung neuer chirurgischer Techniken. Er ist Mitautor von mehr als 2500 Publikationen, deren Fokus vor allem bei gastrointestinalen Krebserkrankungen, Pankreaserkrankungen und klinischen chirurgischen Fragestellungen liegt.

## Ehrungen
Büchler erhielt unter anderem den Ludwig-Rehn-Preis der Vereinigung Mittelrheinischer Chirurgen (1987), den Preis der International Association of Pancreatology (1988 und 1990), den Forschungspreis der Schweizerischen Gesellschaft für Chirurgie (1995), den Fritz-Linder-Preis der Deutschen Gesellschaft für Chirurgie (1999), den Max Siurala Preis der Finnish Society of Gastroenterology (2005), den Gimbernat-Preis, Catalan Society of Surgery (2005), den Hippocrates-Preis der Hellenic Society of Internal Medicine (2006), die Amundsen-Medaille des Institute for Surgical Research Oslo (2013), den Rudolf-Zenker-Preis der Deutschen Gesellschaft für Chirurgie (2014), den Karl-Heinrich-Bauer-Preis der Deutschen Gesellschaft für Chirurgie (2018), den Deutschen Krebspreis (2021), die Jacob-Henle-Medaille (2023) und die Johann-Georg-Zimmermann-Medaille (2025). 
2016 wurde er zum Senator der Deutschen Gesellschaft für Chirurgie auf Lebenszeit ernannt und erhielt den Lifetime Achievement Award des European Pancreatic Club. Er ist Ehrenmitglied zahlreicher Fachgesellschaften, unter anderem seit 1998 der Royal Society of Medicine of England, seit 2009 des Royal College of Surgeons of England, seit 2010 der American Surgical Association und seit 2013 des American College of Surgeons. 2009 wurde er in die Deutsche Akademie der Naturforscher Leopoldina gewählt.
Er erhielt Ehrendoktorate von Universitäten in Cluj-Napoca, Arad (Rumänien), Belgrad und Minsk, von der Universität Vilnius, der Nanjing Medical University und der Universität Pécs. Ehrenprofessuren erhielt er in Nanjing am Railway Medical College, an der Southeast University und der Medical University sowie in Wuhan, Montevideo und Prag.

## Werke
- Pankreaserkrankungen: Akute Pankreatitis, Chronische Pankreatitis, Tumore des Pankreas. Karger 2004, ISBN 3-8055-7460-6.
- Chronic Pancreatitis. Wiley-Blackwell 2002, ISBN 0-632-06399-8.